# Haliplus nanus
Haliplus nanus är en skalbaggsart som beskrevs av Guignot 1936. Haliplus nanus ingår i släktet Haliplus och familjen vattentrampare. Inga underarter finns listade i Catalogue of Life.